# Disney Infinity
Disney Infinity ist ein Open-World-Videospiel für die Systeme Windows, Wii, Wii U, Nintendo 3DS, PlayStation 3, PlayStation 4, Xbox 360 und Xbox One. Das Spiel kam im August 2013 auf den Markt. Entwickelt wurde es von Avalanche Software, als Publisher fungierte Disney Interactive Studios. Im Juli 2016 wurde die Onlineversion eingestellt; alle Konsolenversionen sind offline weiterhin spielbar.

## Handlung
Disney Infinity besitzt eine Hauptstory und mehrere Nebenstorys, außerdem einen Freeplay-Modus, in dem es keine feste Handlung gibt (der Spieler kann vielmehr tun und lassen was ihm gefällt).
Disney Infinity besitzt zwei generelle Spielmodi, "Play Sets" und "Toy Box". Die "Play Sets" sind episodenartige Module, die jeweils eine abgeschlossene Handlung präsentieren, die um Disney-Charaktere oder -Filme kreist. Mitgeliefert werden die Module Monsters University, Pirates of the Caribbean und The Incredibles; weitere Module sind per Download erhältlich, aber kostenpflichtig. Der "Toy Box"-Modus ist ein Sandbox-Modus, in dem sich Spieler aus Komponenten ihre eigene Spielumgebung erstellen können.

## Spielprinzip und Technik
Im Spiel ist es möglich mit NFC-Technik, die bereits bei Skylanders angewendet wurde, Spielfiguren separat zu kaufen und diese mithilfe eines „Infinity-Boards“ ins Spiel zu integrieren. Die spielbaren Figuren sind allesamt aus Disney-Filmen oder Serien entnommene Charaktere. Eine Übersicht aller erschienenen und spielbaren Figuren findet sich in der Disney-Infinity-Figurenliste. Zudem kann man Orte, welche an Filme und Serien Disneys angelehnt sind, mithilfe einer ähnlichen Technologie mit Code-Platten separat kaufen und auf das Infinity-Board legen, wodurch man diese mit den Spielfiguren besuchen kann.

## Produktionsnotizen

### Disney Infinity 2.0: Marvel Super Heroes
Nach dem Erfolg des ersten Teils veröffentlichte Disney bald einen Nachfolger. Dieser wurde am 18. April 2014 angekündigt und brachte als große Neuerung die Marvel-Welt ins Spiel ein. Das Spiel kam am 18. September 2014 für Windows, PlayStation 3, PlayStation 4, Xbox 360, Xbox One und Wii U in den Handel. Am 9. Mai 2015 wurde eine Version für PlayStation Vita veröffentlicht.

### Disney Infinity 3.0
Am 5. Mai 2015 kündigte Disney den Nachfolgetitel Disney Infinity 3.0: Play Without Limits an. Das Spiel kam Ende August 2015 für Xbox 360, PlayStation 3, Wii U, iOS, PC, Xbox One, und PlayStation 4 auf den Markt. Neben den Figuren aus den Disney, Pixar und Marvel-Welten sind erstmals auch Figuren aus Star Wars integriert. Eine Version für Microsoft Windows erschien Ende Oktober desselben Jahres.
PC-Spieler können über Steam von allen drei Spielen jeweils eine sogenannte „Gold Edition“ erwerben, in welcher bereits alle Figuren und Inhalte freigeschaltet sind, jedoch ohne Online-Features. Spieler, welche bereits vorher in der Steam-Version Einkäufe getätigt hatten, bekamen ein kostenloses Upgrade auf die Gold Edition.

## Rezeption
IGN lobte ein variationsreiches Gameplay sowie die gelungene Charakterzeichnung der Comiccharaktere, kritisierte aber das Fehlen diverser Cartoonklassiker zum Zeitpunkt des Erscheinens sowie einen unpräzisen Baumodus. 4Players hob die optische und inhaltliche Gestaltung der Spielwelt sowie die deutsche Sprachausgabe positiv hervor, befand das Gameplay aber für zu einfach und den Editor unintuitiv.